# 口輪筋
口輪筋（こうりんきん、英語: orbicularis oris muscle）は人間の頭部の浅頭筋のうち、口唇周囲にかけての口筋のなかで口を閉じ、口の周囲を前方に尖らせる筋肉である。筋肉の一方が皮膚で終わっている皮筋である。
人間において、口輪筋の起始は上顎起始、下顎起始、鼻起始の3か所と、周囲の皮筋補助線維束より起こる。上顎起始は上顎切歯部唇側にある上顎骨歯槽隆起から起こり、下顎起始は下顎切歯部唇側にある下顎骨歯槽隆起から起こり、鼻起始は鼻中隔の筋線維束から起こる。

## 支配神経
顔面神経頬筋枝及び下顎縁枝が分布している他、頬骨枝も分布していることが報告されている。

## 楽器との関連
管楽器の演奏において高い筋活動を示す。トランペット奏者における調査にて上級者では上口輪筋の活動が下口輪筋の活動に比べ低いが初心者では違いを認めない事が報告されていることから、金管楽器演奏の上達のための新しい練習指標が検討されている。

## 画像

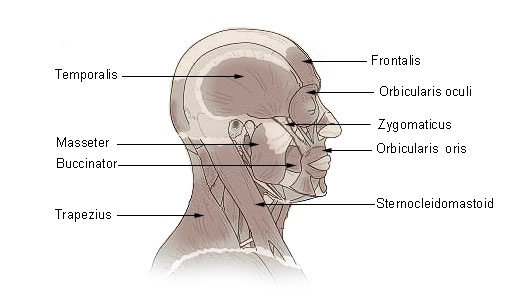
Muscles of head and neck.
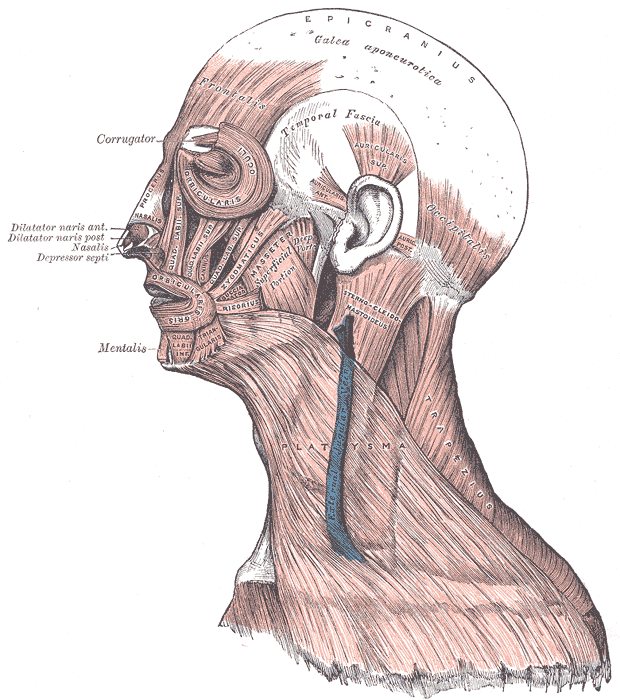
Muscles of the head, face, and neck.
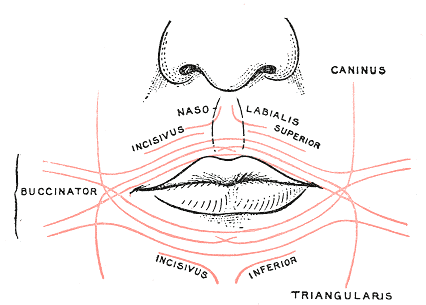
Scheme showing arrangement of fibers of Orbicularis oris.